# 25 Cancri
25 Cancri (d² Cancri) é uma estrela na direção da Cancer. Possui uma ascensão reta de 08h 25m 49.99s e uma declinação de +17° 02′ 47.9″. Sua magnitude aparente é igual a 6.11. Considerando sua distância de 147 anos-luz em relação à Terra, sua magnitude absoluta é igual a 2.85. Pertence à classe espectral F6V.